# Frantz Seimetz
Franz (Frantz) Seimetz (Grevenmacher, 21 april 1858 – Limpertsberg, 26 oktober 1934) was een Luxemburgs kunstschilder en auteur.

## Leven en werk
Frantz Seimetz was een zoon van koetsier Franz Seimetz en Marguerite Schmit. Hij werd decoratieschilder. Zijn schildertalent bleef niet onopgemerkt, met hulp van industrieel en parlementslid Dominique-Antoine Pescatore uit Mertert werd hij in staat gesteld in het buitenland te studeren. Hij volgde opleidingen in Brussel (1875-1879), aan de Kunstacademie van München (1879-1881), en aan de École nationale supérieure des beaux-arts in Parijs (1881-1887). In de Franse hoofdstad ontmoette hij de schilder Mihály Munkácsy en nam hij deel aan de Parijse salon (1884).
Seimetz schilderde en tekende landschappen en portretten. Hij liet een oeuvre van meer dan duizend werken na, gemaakt in onder andere aquarel, olieverf en rood krijt. Zijn schilderijen zijn realistisch en deels romantisch, vanaf 1900 meer impressionistisch. Hij verdiende voldoende met zijn werk om ervan te leven en kan daarmee als eerste professionele Luxemburgse schilder worden beschouwd. Seimetz trok door Europa, woonde een aantal jaren in de Verenigde Staten, en reisde door de Antillen, Mexico en Canada. Hij was lid van de kunstenaarsvereniging Cercle Artistique de Luxembourg en nam tussen 1894 en 1923 deel aan de salons. In 1904 ontvingen hij en Dominique Lang de Prix Grand-Duc Adolphe. Na zijn laatste schilderij in 1932 wijdde hij zich aan het schrijven van zijn vierdelige memoires onder de titel Feuersalamander.
Frantz Seimetz was getrouwd met de uit Aarlen afkomstige Marie-Antoinette (Mimi) Bourger, dochter van een tekenleraar. Hij overleed op 77-jarige leeftijd en werd gecremeerd in Straatsburg. In Grevenmacher werd een straat naar hem vernoemd.

## Enkele werken

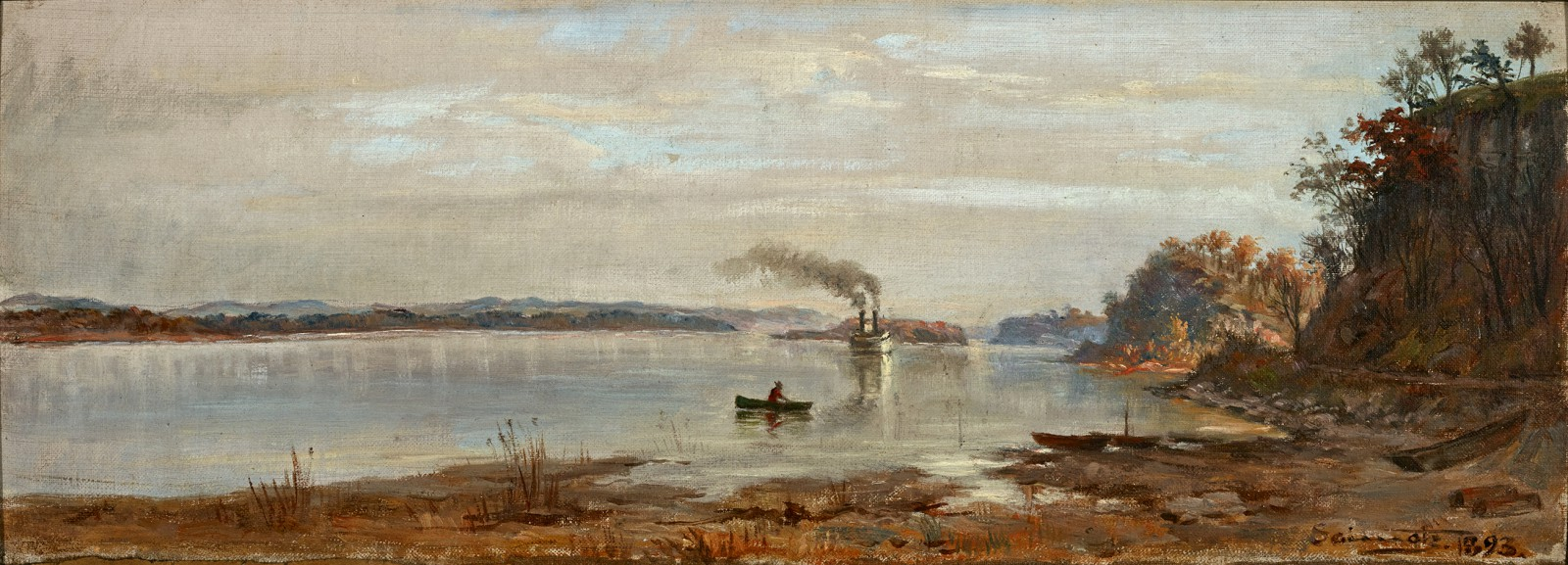
Missippi (1893)
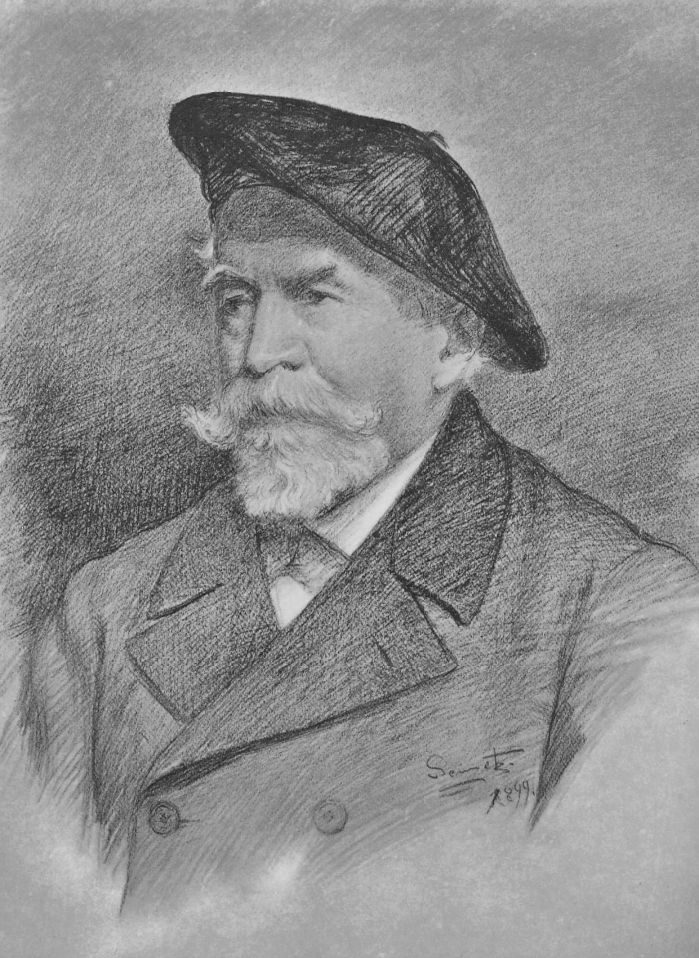
Portret van Franz Heldenstein (1899)
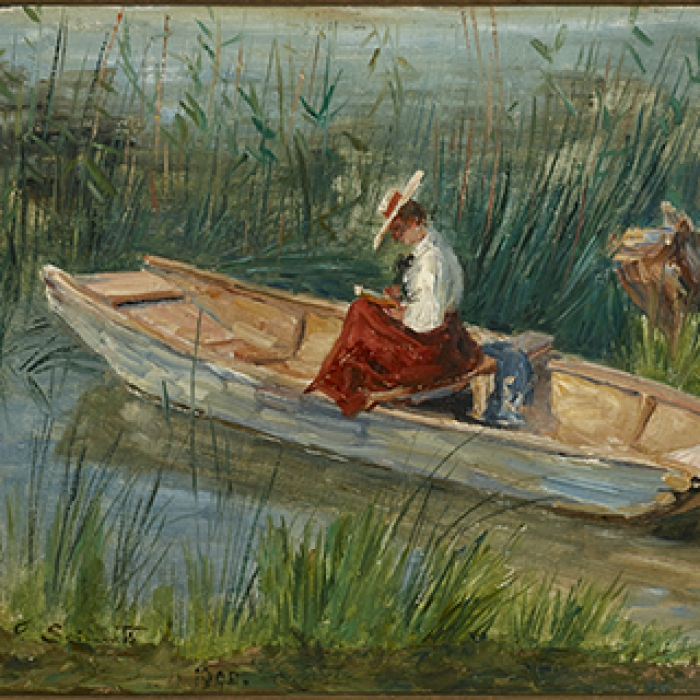
De globetrotter (ca. 1900)
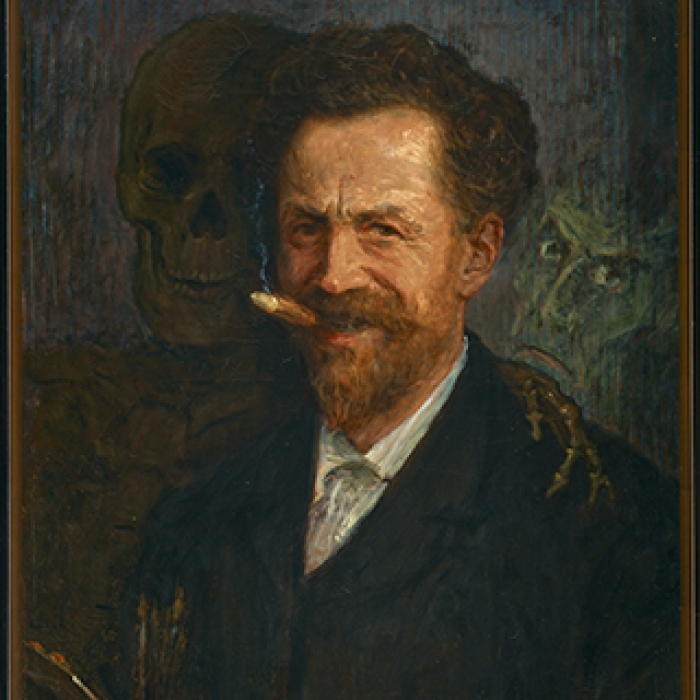
zelfportret (1904)
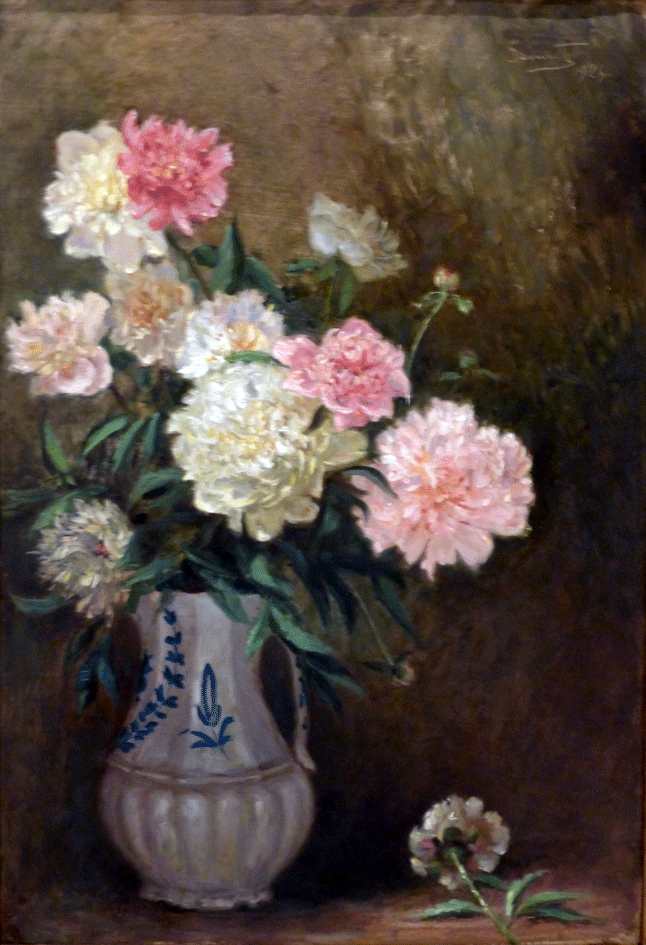
Vaas met bloemen (1923)

- Gemeinsame Normdatei: 17427128X
- International Standard Name Identifier: 0000 0003 5669 4403
- Musée national d'archéologie, d'histoire et d'art: lkl001943
- RKD-Nederlands Instituut voor Kunstgeschiedenis: 99890
- Virtual International Authority File: 188824052
- WorldCat: E39PBJpPH7p4KYbyJVwKY9b68C